# Nadine Bergner
Nadine Bergner (* 1985 in Aachen) ist eine deutsche Professorin für Didaktik der Informatik an der RWTH Aachen.

## Leben und Wirken
Nadine Bergner studierte von 2005 bis 2010 an der RWTH Aachen, Studiengang Lehramt für Gymnasien und Gesamtschulen mit den Fächern Mathematik, Informatik und Physik. Anschließend promovierte sie am Lehr- und Forschungsgebiet Informatik 9 der RWTH Aachen. Im August 2015 wurde sie mit der Schrift Konzeption eines Informatik-Schülerlabors und Erforschung dessen Effekte auf das Bild der Informatik bei Kindern und Jugendlichen zum Dr. rer. nat. mit summa cum laude promoviert. Sie wurde dafür mit der Borchers-Plakette der RWTH Aachen ausgezeichnet.
Nach vier Jahren als Wissenschaftliche Mitarbeiterin an der RWTH Aachen erhielt sie einen Ruf an die TU Dresden als Professorin für Didaktik der Informatik. Seit dem Wintersemester 2023 leitet sie die Professur für Didaktik der Informatik an der RWTH Aachen.
Ein Schwerpunkt der Arbeit von Nadine Bergner ist es, das Lernen von informatischen Kompetenzen zu fördern. Das tut sie etwa als Leiterin des Lernlabors Informatik InfoSphere, in dem es Angebote sowohl für Schülerinnen und Schüler wie auch für angehende Lehrkräfte gibt. Ihr Engagement drückt sich ebenfalls in ihrer Mitarbeit im FachdidaktikForum der RWTH Aachen und im Kompetenzzentrum MINT-L4@RWTH aus. Letzteres möchte dazu beitragen, den Mangel an gut ausgebildeten MINT-Lehrkräften für weiterführende Schulen zu beheben.
Ehrenamtlich engagiert sich Bergner seit vielen Jahren in der Gesellschaft für Informatik. So wurde sie in 2016 als GI-Junior-Fellow ausgezeichnet, war Botschafterin der GI, Mitglied im Präsidium und arbeitet seit Januar 2024 im Vorstand der GI mit.
In der Allianz für Informatische Bildung vertritt sie im Lenkungskreis den Fakultätentag Informatik. Die Informatik-Allianz wird von einem breiten Zusammenschluss von Unternehmen und Organisationen getragen, die das Ziel eint, die informatische Bildung an deutschen Schulen voranzubringen.
Im wissenschaftlichen Beirat der Stiftung „Haus der kleinen Forscher“  ist sie ebenfalls langjähriges Mitglied.

## Veröffentlichungen (Auswahl)
- Nadine Bergner, Thiemo Leonhardt:  Eigene Chatbots programmieren für Dummies Junior. Wiley-VCH, Weinheim 2020, ISBN 978-3-527-71768-2
- Nadine Bergner, Thiemo Leonhardt: Programmieren mit dem Calliope mini für Dummies Junior. Wiley-VCH, Weinheim 2017, ISBN 978-3-527-71449-0
- Nadine Bergner et al: Frühe informatische Bildung - Ziele und Gelingensbedingungen für den Elementar- und Primarbereich. Verlag Barbara Budrich, Leverkusen 2018, ISBN 978-3-8474-2107-8
- Marx, Erik, Thiemo Leonhardt, and Nadine Bergner. "Secondary school students' mental models and attitudes regarding artificial intelligence-A scoping review." Computers and Education: Artificial Intelligence 5 (2023): 100169.
- Tabea G. Langen, Nadine Bergner: Lehrkräftefortbildung für das Fach Informatik in Klasse 5 & 6 für fachfremde Lehrkräfte. In: Informatik in Teams : 11. Münsteraner Workshop zur Schulinformatik, 23. Mai 2024 an der Universität Münster / Marco Thomas, Michael Weigend (Hrsg.) Seite(n)/Artikel-Nr.: 37-46 ISBN-13 9783759729460
- Clemens Witt, Thiemo Leonhardt, Erik Marx, Nadine Bergner: From Guesswork to Game Plan: Exploring Problem-Solving-Strategies in a Machine Learning Game. In: Informatics in Schools. Innovative Approaches to Computer Science Teaching and Learning : 17th International Conference on Informatics in Schools, Budapest, Hungary, October 28–30, 2024, S. 73–84